# Parque aquático The Waves
O parque aquático "The Waves" funcionou durante os anos de 1991 a 1995 numa área construída de 13500 m² num terreno de 57000 m², na Avenida Guido Caloi, perto da ponte João Dias, no bairro do Jardim São Luís, localizado na Zona Sul da cidade de São Paulo.
Foi projetado pelo arquiteto Ruy Ohtake e recebeu o paisagismo de Roberto Burle Marx. A construção ficou a cargo da Mentha Empreendimentos Comerciais S/A que o entregou em novembro de 1990 num custo de mais de US$ 30 milhões.
O parque dispunha de piscinas com ondas, de água salgada e aquecida, Whirl Pools - piscina com águas turbulentas - tobogãs para ambientes fechados e abertos, escorregadores aquáticos, sauna seca e úmida, solarium natural e artificial - ultravioleta - e fonte luminosa. Havia outras instalações de apoio como lanchonetes, bares e estacionamentos que comportava 2000 carros por dia. Foi o único parque dessa natureza localizado dentro da cidade de São Paulo.
Todos os frequentadores eram submetidos a exames médicos obrigatórios a cada visita ao parque. Cada ingresso dava direito à permanência de três horas, sendo o excedente cobrado na saída.
O "The Waves" foi idealizado para funcionar 20 horas por dia, 365 dias por ano. Com o tempo, passou a ficar aberto apenas 10 horas aos sábados e domingos e 8 horas nos dias úteis. O parque começou a operar com 220 funcionários, porém, antes da venda, só restavam 50 funcionários.
Depois de sucessivos prejuízos, o grupo suíço Amanco, do ramo de materiais de construção, que administrava o parque desde sua inauguração, colocou-o à venda, sendo comprado mais tarde pelo grupo Pão de Açúcar, que o demoliu e construiu um hipermercado no lugar.
O caráter sazonal do empreendimento é a explicação dada para os prejuízos — o movimento estava concentrado nos dias de sol e nos períodos de férias.